# 阿姆塔拉
阿姆塔拉（Amtala），是印度西孟加拉邦South Twentyfour Parganas县的一个城镇。总人口7599（2001年）。

## 人口
该地2001年总人口7599人，其中男性3928人，女性3671人；0—6岁人口847人，其中男428人，女419人；识字率72.97%，其中男性为79.58%，女性为65.89%。